# 羅馬共和國元老院

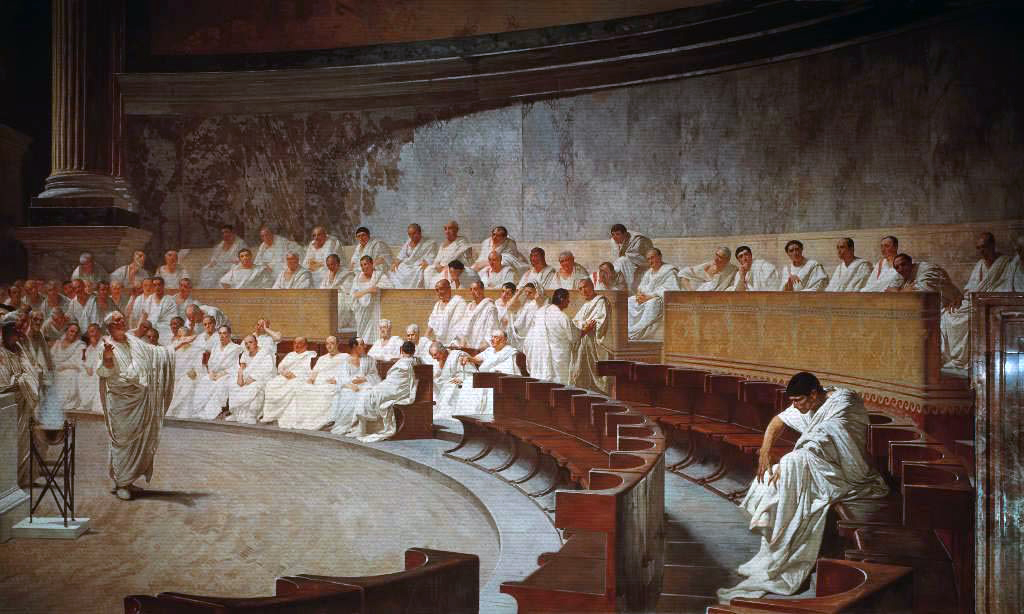
罗马元老院一次会议里，西赛罗攻击喀提林之景，其为一幅十九世纪的壁画。

元老院是古罗马共和国贵族的管理和咨询机构。它不是一个民选机构，而是一个由执政官任命，后来由监察官任命的机构。罗马地方裁判官的任期结束后，通常会自动成为元老院成员。根据希腊史家波利比乌斯的说法，罗马共和国宪法的主要来源是罗马元老院，它是政府的主要分支。波利比乌斯指出，是执政官（正规政务官中的最高级别）领导了罗马的军队和文官政府，而罗马人民大会拥有选举、立法和刑事审判的最终权力。然而，由于元老院控制着资金、行政和外交政策的点滴，它对日常生活的控制力最强。元老院的权力和权威源于先例、元老的才干和声望，以及元老院源远流长的血统，这些血统可以追溯到公元前509年共和国成立时。它从罗马王国的元老院发展而来，成为罗马帝国的元老院。
最初，首席裁判官、执政官任命所有新的元老院议员。他们也有权罢免议员。大约在公元前318年，“奥维尼亚公民投票”将这一权力授予了另一位罗马裁判官，即监察官，后者将这一权力保留到罗马共和国结束。这项法律还要求监察官任命任何新当选的地方裁判官进入元老院。因此，在这个时间点之后，裁判官职位的选举产生了自动元老院成员资格。尽管监察官可以任免任何议员，但一般而言这项任命是终身的。
元老院任命地方裁判官、执政官，主持军事行动。元老院对罗马的文官政府也有很大的权力。在国家财政管理方面尤其如此，因为只有它才能授权从财政部支付公共资金。此外，元老院还通过了名为元老院法令的法令，这些法令是元老院向地方官提出的正式 "建议"。虽然从技术上讲，这些法令不必遵守，但在实践中，它们通常是必须遵守的。在紧急情况下，元老院（也只有元老院）可以任命独裁官。然而，最后一位正规独裁官是在公元前202年被任命的。公元前202年后，元老院对紧急情况作出反应，通过了“元老院紧急决定”，该法令得以暂停文官政府，并宣布了类似戒严法的措施。

## 地点和道德要求
罗马元老院的规则和程序既复杂又古老。这些规则和程序中的许多起源于共和国早期，并在祖宗大法原则下得到了几个世纪的坚持。虽然元老院会议可以在城市正式边界（波美伦）的内部或外部举行，但任何会议都不能在波美伦以外一英里的地方举行。元老院会议可能在城市正式边界之外举行，原因有几个。例如，元老院可能希望会见一位个人，例如一位外国大使，但他们不希望他进入城市。
年初，第一次元老院会议总是在朱庇特神庙举行。其他地点可能包括菲德斯神庙或康科德神庙，或者，如果会议在城市正式边界之外，在阿波罗神庙或（如果是战争会议）在柏洛娜神庙举行。此外，元老院在各种宗教限制下运作。例如，在任何会议开始之前，都要向诸神献祭，并有读懂神之预兆的神官。主持会议的目的是确定元老院会议是否受到众神的青睐。元老院只允许在具有宗教意义的建筑物内举行会议，如霍斯提里烏斯神庙。
元老院议员的道德要求很重要。未经批准，不得从事银行业务或任何形式的公共合同，不能拥有一艘足以参与对外贸易的船只，他们也不能离开意大利本土。此外，由于没有工资，个人通常只有在独立富有时才寻求成为元老。
监察官是执行元老院道德标准的地方法官。每当监察官处罚议员时，他们必须指控某些具体的过失。惩罚成员的可能原因包括腐败、滥用死刑或无视同事的否决权、宪法先例或支持。不遵守各种法律的议员也可能受到惩罚。虽然惩罚可能包括从元老院弹劾（驱逐），但惩罚通常不如直接驱逐严厉。虽然驱逐元老院成员的标准很高，但剥夺公民加入元老院的权利更容易。各种各样的道德败坏可能导致一个人不能加入元老院，包括破产、卖淫或有过角斗士的历史。一项法律（公元前123年的《关于搜刮钱财罪的尤利亚法》）规定，如果公民被判犯有刑事罪，则成为元老院议员是非法的。这些法律中的许多是在共和国的最后一个世纪颁布的，因为此时公共腐败开始达到前所未有的程度。

## 辩论
会议通常在拂晓时开始，尽管有时某些事件（如节日）可能会推迟会议的开始。希望传唤元老院的地方裁判官必须发布强制令，如果议员没有合理理由不出庭，他们可能会受到惩罚。例如，在公元前44年，执政官马克·安东尼正是出于这个原因威胁要开除前执政官西塞罗的元老席位。元老院会议在技术上是公开的，因为门通常是开着的，所以任何人都可以旁观，但只有议员才能发言。元老院由一名首席裁判官领导，该裁判官通常是执政官（最高级别的政务官），或者，如果执政官不在，则是一名裁判官（第二高级别的政务官），通常是城市裁判官。在共和国的某些时期，另一种类型的政务官，平民保民官会主持会议。
在会议期间，元老院有权自行采取行动，如果愿意，甚至可以违背第一元老的意愿。主持会议的第一元老在每次会议开始时都会发表一篇演讲，通常简短，但有时是冗长的演说。然后，首席裁判官将开始讨论，将一个问题提交给议员，元老们将按照资历顺序逐一讨论该问题，第一位发言的是最资深的议员，称为“元老院首席议员”（princeps senatus），随后是前执政官（执政官），然后是裁判官和前裁判官。这种情况一直持续到最低级的议员发言为止。担任过地方长官职务的议员总是在没有担任过地方长官职务的议员之前发言，如果贵族与平民具有同等资历，那么贵族总是首先发言。
元老院议员可以发表简短的声明，详细讨论这件事，或者谈论一个无关的话题。所有议员都必须在投票前发言，而且由于所有会议都必须在黄昏前结束，如果一位议员能够将辩论持续到黄昏，他可以将一项提案拖延表决。例如，众所周知，年轻议员小加图曾阻挠元老院授予儒略·凯撒一项法律，该法律本可以授予格奈乌斯·庞培军队中的老兵在意大利本土定居的权利。

## 拖延与阻挠策略
议员们有几种方法可以影响（或中断）第一元老。例如，当主审治安裁判官提出动议时，议员们可以“咨询”执政官，这要求治安裁判官征求议员们的意见。任何一位议员都可以要求召开法定人数会议（通常伴随着议员们的呐喊），这需要对出席会议的议员进行清点。与现代的法定人数一样，这通常是一种拖延战术。议员们也可以要求将一项议案分成几个较小的议案通过。鼓掌、嘘声或质问等行为通常在辩论中起着重要作用，部分原因是所有议员都有言论自由的绝对权利，任何议员在受到人身攻击时都可以随时作出回应。辩论一旦开始，主持会议的治安裁判官通常很难控制这些行为。通常情况下，主审裁判官只有在辩论结束、投票即将进行时才能重新获得一些控制权。
在共和国后期，贵族试图限制与一些议员的阻挠倾向和民主冲动有关的日益严重的混乱制定了法律，以防止在提交元老院的法案中包含无关内容。其他法律的颁布是为了取缔所谓的综合法案，这些法案通常是通过一次投票通过的，其中包含大量通常不相关的材料。
此外，还颁布了法律，强化了从法案提案到法案表决之间必须经过三天的要求。在凯撒担任独裁官期间，他颁布了要求公布元老院决议的法律。该出版物被称为《每日行动》，或“每日程序”，旨在提高透明度，最大限度地减少滥用的可能性。该出版物在罗马论坛上发布，然后由信使发送到各省。

## 投票和论坛报的投票
当需要进行投票时，首席裁判官可以提出他希望的任何提案（以任何顺序），每次投票都在赞成提案和反对提案之间。投票必须达到法定人数，而众所周知，在公元前67年，法定人数为200名议员（根据枢密院法）。在议案通过之前的任何时候，提议的议案都可能被否决。通常，否决权是由平民论坛发表的。如果元老院提出了一项平民论坛（作为人民的首席代表“需要澄清”的裁判官）不同意的法案，他就会动用否决权，并声明如果元老院不遵守，将“干预其个人的职权”。如果元老院不遵守，他可以实际阻止元老院采取行动，任何抵抗都可能被刑事起诉，构成对他的圣职的侵犯。如果被否决的动议在第二天提出，而前一天否决该动议的平民论坛没有到场干预，该动议就可以通过。一般来说，平民论坛必须亲自出席元老院会议，否则他亲自威胁要插手此事毫无意义。最终，《平民论坛报》的否决权建立在承诺使用力量的基础上。
一旦进行了投票，通过了一项法案，之后就什么也做不了，因为他承诺亲自干预反对议员的行为现在已经毫无意义了。此外，在公元前201年第二次布匿战争结束和公元前91年同盟者战争开始之间的几次事件中，尽管他们没有这样做的法律权力，但有几位执政官否决了元老院的法案。最终，如果没有否决权，而且这个问题无关紧要，可以通过口头表决或举手表决的方式进行表决。如果没有否决权，而且这件事的性质很重要，那么元老院通常会出现实质性的分裂，议员们在元老院的任何一方进行投票。
任何获得元老院支持但被否决的议案都被记录在册上，作为元老院议员，而任何通过但未被否决的议案都被记录为元老院书记。表决后，首席裁判官将每一位元老院执政官和每一位元老院监察官抄录成一份最终文件。这份文件包括主审裁判官的姓名、集会地点、所涉日期、动议通过时在场的议员人数、起草动议的证人姓名以及法案的实质内容。此外，如果该动议是执政官，则在文件上加盖大写字母“C”，以验证该动议已获得元老院批准。
该文件随后被存放在财务官所在的庙宇中。虽然被元老院否决的动议没有法律价值，但它确实表明了元老院的意见。如果元老院执政官与罗马人民大会通过的法律相冲突，则该法律将推翻元老院执政官，因为元老院执政官的权力基于先例，而非法律。然而，元老院执政官可以用来解释法律。

## 脚注
1. 1 2 3 4 5 6 7  Byrd, 34
2. ↑  Lintott, 73
3. 1 2 3  Lintott, 72
4. 1 2 3  Lintott, 70
5. 1 2  Ceccarelli, L., in Bell, S., and Carpino, A., A, (Editors) A Companion to the Etruscans (Blackwell Companions to the Ancient World), Blackwell Publishing, 2016, p. 33
6. 1 2 3  Lintott, 78
7. ↑  Byrd, 42
8. ↑  Lintott, 75
9. 1 2  Byrd, 44
10. ↑  . Bookrags.com.   [2008-09-19]. （原始内容存档于2021-10-27）.
11. ↑  Lintott, 82
12. 1 2 3  Byrd, 112
13. 1 2  Byrd, 133
14. 1 2  Lintott, 83
15. ↑  Lintott, 85
16. ↑  Abbott, 233

## 拓展阅读
- Cambridge Ancient History, Volumes 9–13.
- Cameron, A. The Later Roman Empire, (Fontana Press, 1993).
- Crawford, M.  The Roman Republic, (Fontana Press, 1978).
- Gruen, E. S.  "The Last Generation of the Roman Republic" (U California Press, 1974)
- Ihne, Wilhelm. Researches Into the History of the Roman Constitution. William Pickering. 1853.
- Johnston, Harold Whetstone. Orations and Letters of Cicero: With Historical Introduction, An Outline of the Roman Constitution, Notes, Vocabulary and Index. Scott, Foresman and Company. 1891.
- Millar, F.  The Emperor in the Roman World, (Duckworth, 1977, 1992).
- Mommsen, Theodor. Roman Constitutional Law. 1871–1888
- Polybius. The Histories
- Tighe, Ambrose. The Development of the Roman Constitution. D. Apple & Co. 1886.
- Von Fritz, Kurt. The Theory of the Mixed Constitution in Antiquity. Columbia University Press, New York. 1975.